# Phaenocarpa insolita
Phaenocarpa insolita är en stekelart som beskrevs av Braet och Van Achterberg 2003. Phaenocarpa insolita ingår i släktet Phaenocarpa och familjen bracksteklar. Inga underarter finns listade i Catalogue of Life.